# San Giovanni Ilarione
San Giovanni Ilarione là một đô thị ở tỉnh Verona trong vùng Veneto của Ý, có cự ly khoảng 90 km về phía tây của Venice và khoảng 20 km về phía đông bắc của Verona. Tại thời điểm ngày 31 tháng 12 năm 2004, đô thị này có dân số 5.067 người và diện tích là 25,3 km².
Đô thị San Giovanni Ilarione có các frazioni (đơn vị trực thuộc, chủ yếu là các làng) Castello and Cattignano.
San Giovanni Ilarione giáp các đô thị: Cazzano di Tramigna, Chiampo, Montecchia di Crosara, Roncà, Tregnago và Vestenanova.